# Veronika Puterková-Najmanová
Veronika Puterková-Najmanová (* 22. února 1944) byla slovenská a československá politička a bezpartijní poslankyně Sněmovny lidu Federálního shromáždění za normalizace.

## Biografie
K roku 1971 se profesně uvádí jako dělnice.
Ve volbách roku 1971 zasedla do Sněmovny lidu (volební obvod č. 157 - Bánovce nad Bebravou, Západoslovenský kraj). Ve FS setrvala do konce funkčního období, tedy do voleb roku 1976.